# Reynaertroute

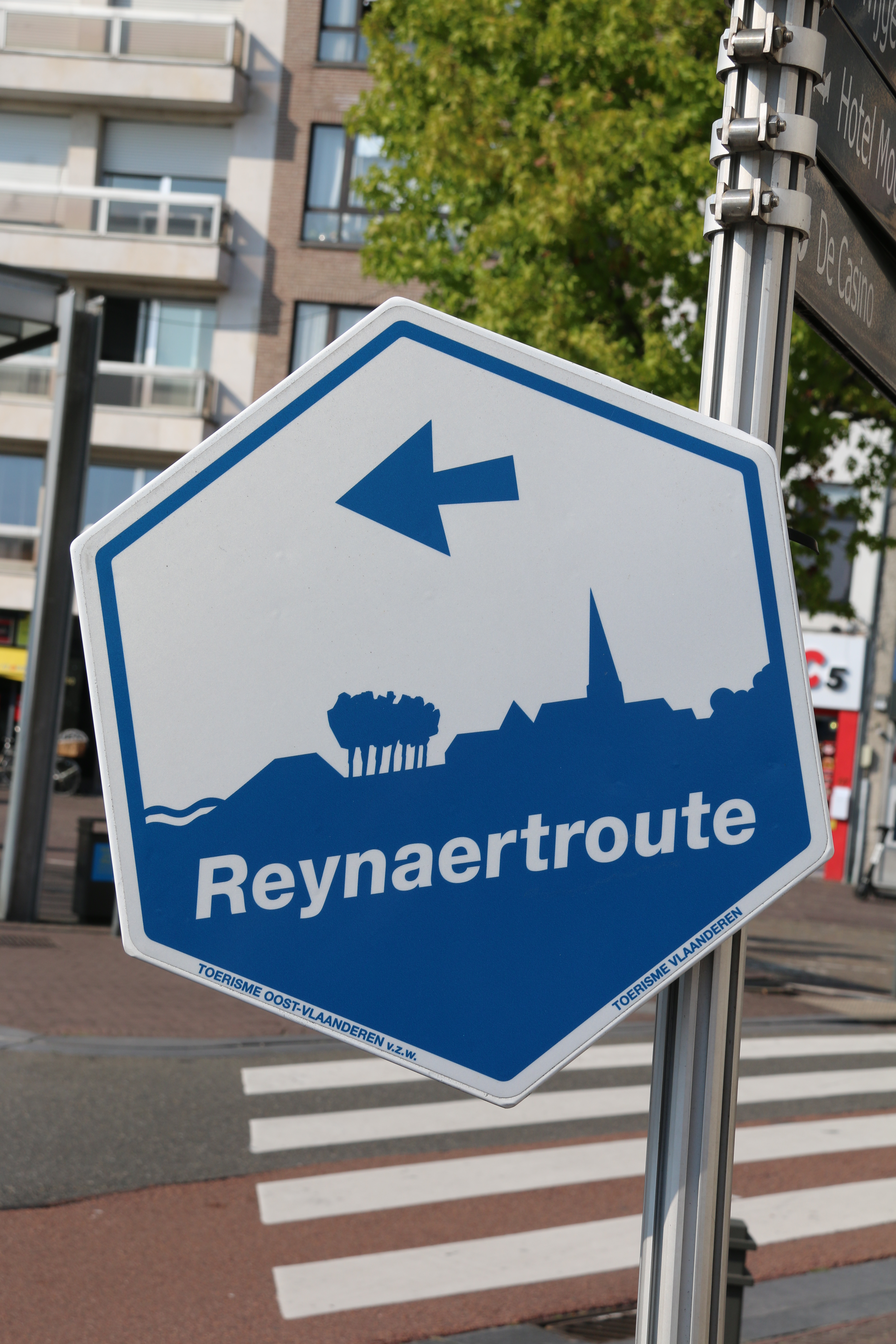
Reynaertroute in Sint-Niklaas

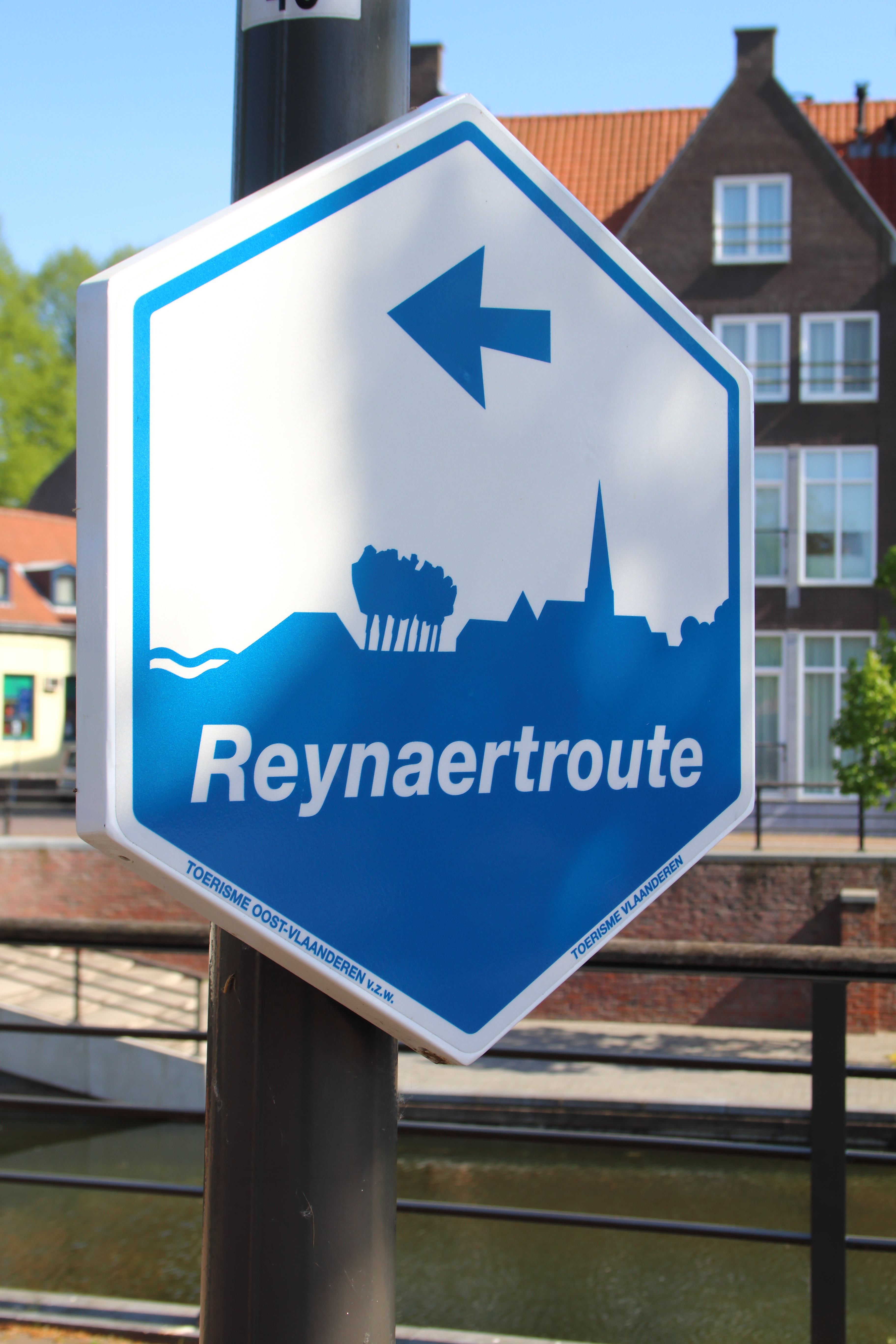
Reynaertroute in Hulst

De Reynaertroute is een bewegwijzerde toeristische autoroute in Vlaanderen en Zeeuws-Vlaanderen die genoemd werd naar Van den Vos Reynaerde. De (in België) 109 kilometer lange route is bewegwijzerd met zeshoekige blauwwitte borden. De route doet onder andere Sint-Niklaas, Rupelmonde, Temse, Waasmunster, Lokeren, Lochristi, Axel, Hulst aan.